# Euphyia trygodes
Euphyia trygodes är en fjärilsart som beskrevs av Edward Meyrick 1891. Euphyia trygodes ingår i släktet Euphyia och familjen mätare. Inga underarter finns listade i Catalogue of Life.